# Сера ди Сопра (Болоња)
Сера ди Сопра (итал. Serra di Sopra) је насеље у Италији у округу Болоња, региону Емилија-Ромања.
Према процени из 2011. у насељу је живело 12 становника. Насеље се налази на надморској висини од 782 м.